# Роберт Пол Холдсток
Роберт Пол Холдсток (2. август 1948. године - 29. новембар 2009. године) је био енглески писац и аутор келтске, нордијске, готске и пиктске фантастичне књижевности, најчешће у поджанру митске фикције. 
Прве романе је објавио 1968. године. Његова дела научне фантастике и митске фантастике искоришћавају филозофске, психолошке, антрополошке, духовне и теме везане за митологију шума. Добитник је три награде Британске асоцијације за научну фантастику и Светске награде за фантастику у категорији Најбољи роман 1985. године. 

## Биографија
Роберт Холдсток је најстарији од петоро деце, рођен у граду Хајт у Кенту. Његов отац, Роберт Франк Холдсток је био полицајац а његова мајка Катлин Маделин Холдсток је била медицинска сестра. Већ као тинејџер је радио разне послове, укључујући и грађевину и као рудар. Завршио је Универзитет у Северном Велсу, где је студирао примењену зоологију. Мастер студије је завршио у Лондонској школи хигијене и тропске медицине, на пољу медицинске зоологије. Између 1971. и 1974. године радио је при Медицинском истраживачком центру у Лондону, а у слободно време се бавио писањем научне фантастике. Од 1976. године се у потпуности посветио писању и провео је остатак живота у северном делу Лондона. Умро је у болници у 61. години живота, након инфекције бактеријом Ешерихијом коли 18. новембра 2009. године.

## Списатељски рад
Холдстокова прва објављена прича Сиромахова прича (енг: "Pauper's Plot"), појавила је у магазину Нови Светови (енг: "New Worlds") 1968. године. Његов први роман је био из жанра научне фантастике Око међу слепима (енг: "Eye Among the Blind"), објављен 1976. године. 
Током касних седамдесетих и кроз осамдесете, Холдсток је писао много романа из области фантастике и научне фикције и велики број кратких прича, већина објављених под псеудонимима: Роберт Фалкон, Крис Карлсен, Ричард Крик, Роберт Блек, Кен Блејк и Стивен Ајслер. Неки од његових радова представљају и адаптацију телевизијских серија у романе, укључујући Професионалце . Током овог периода написао је текст за Свемирске ратове, Светове и Оружја, књигу великог формата у којој је написао есеје о световима научне фантастике, али и у једном делу и субжанру фантастике Мач и магија где главни хероји имају мач са елементима магије и натприродног и упуштају се у разне узбудљиве авантуре, често и насилне.
Холдсток је 1980. године написао "Туру Универзума" са Малкомом Едвардсом, по којој је касније названа и симулација вожње свемиром у Си-Ен торњу у Торонту.
Холдстоков роман Тамни точак, је укључен у најпродаванију компјутерску игру Елита 1984. године. Написао је и адаптацију филма  Смарагдна шума режисера Џона Бурмана. Најпознатији роман Митаго Шума је објављен 1984. године и њиме започиње циклус романа Рихоуп шума, који ће се завршити објављивањем романа Авилион 2009. године.
Био је почасни гост годишњег фестивала НоваКон 1984. године. где је представио лимитирано издање приче фантастике Трн за првих 500 учесника и учесница.
Између 2001. и 2007. године, Холдсток је објавио трилогију романа Мерлинов Кодекс, укључујући три романа: Селтика, Гвоздени Грал и Сломљени Краљеви.
Сем овога, написао је и велики број радова нонфикције, као и књигу поезије заједно са Гаријем Килвортом.

## Награде
- Новела "Митаго шума" је освојила награду Британске асоцијације за научну фантастику 1981. године као и Светску награду за фантастику за 1982. годину.
- Роман "Митаго шума" је освојио награду Британске асоцијације за научну фантастику за најбољи роман 1984. године али и Светску награду за фантастику 1985. године. Овај роман је објављен и као део "Ремек-дела фантастике" издавачке куће Еастон Прес.
- Лавондис је освојио награду Британске асоцијације за научну фантастику за најбољи роман 1988. године
- Шума костију је био номинован за Светску награду за фантастику, у категорији "Најбоља колекција" 1992. године.
- Новела Рагторн, написан у коауторству са Гаријем Килвортом, освојио је Светску награду за фантастику у категорији "Најбоља новела" 1992. године и била је номинована за награду Британске асоцијације за научну фантастику 1994. године.
- Друга књига из трилогије "Мерлинов кодекс" - Гвоздени Грал је освојила награду Чешке академије за Научну Фантастику и Хороре у категорији "Најбољи роман" за 2002. годину., док је Селтика освојила француску награду Гранд При Фантастике за роман на страном језику 2004. године.